# Bonitovaná půdně ekologická jednotka

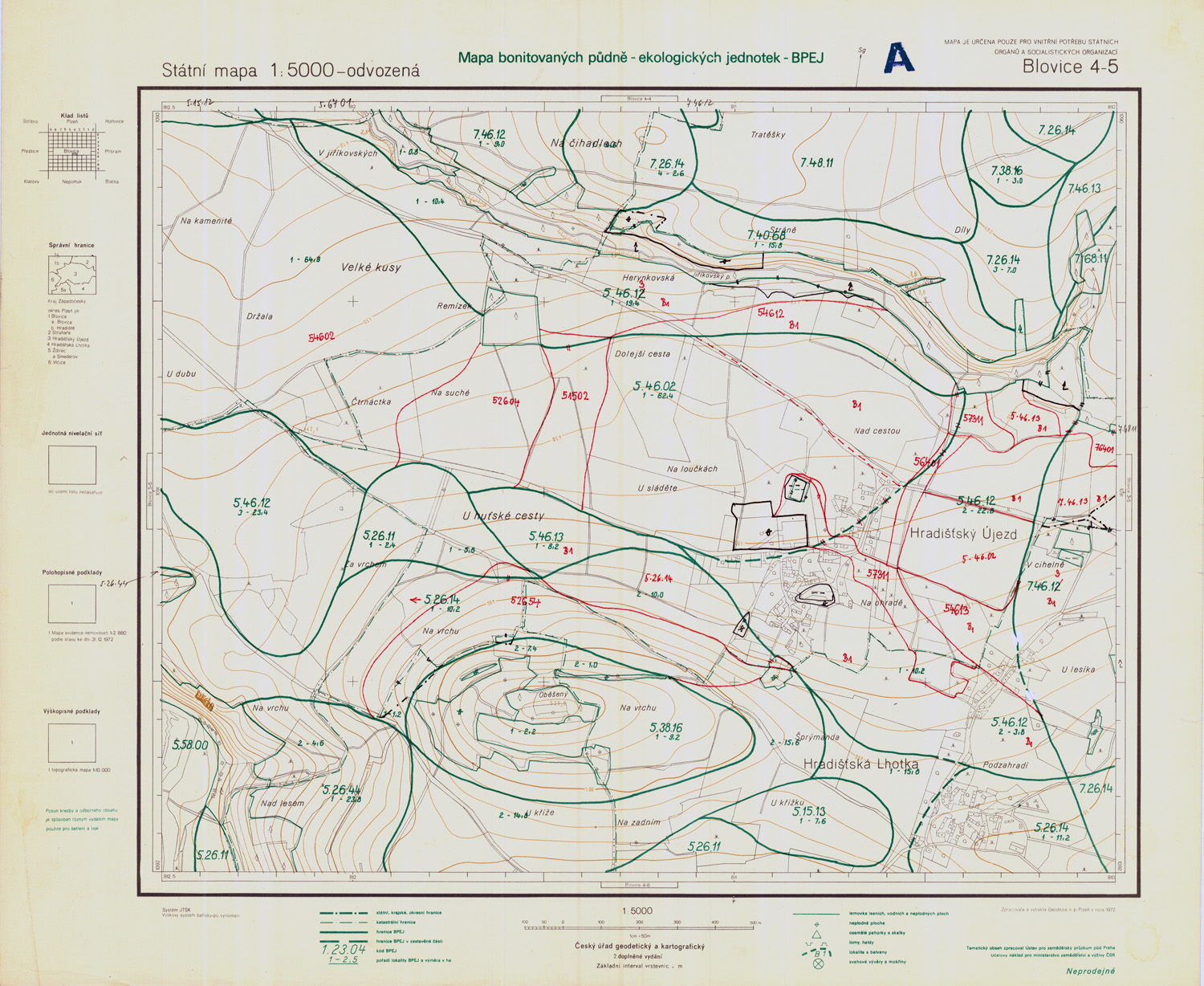
Mapa bonitovaných půdně ekologických jednotek (BPEJ) v měřítku 1 : 5 000. Zeleně jsou vyznačeny původní hodnoty BPEJ, červeně aktualizace.

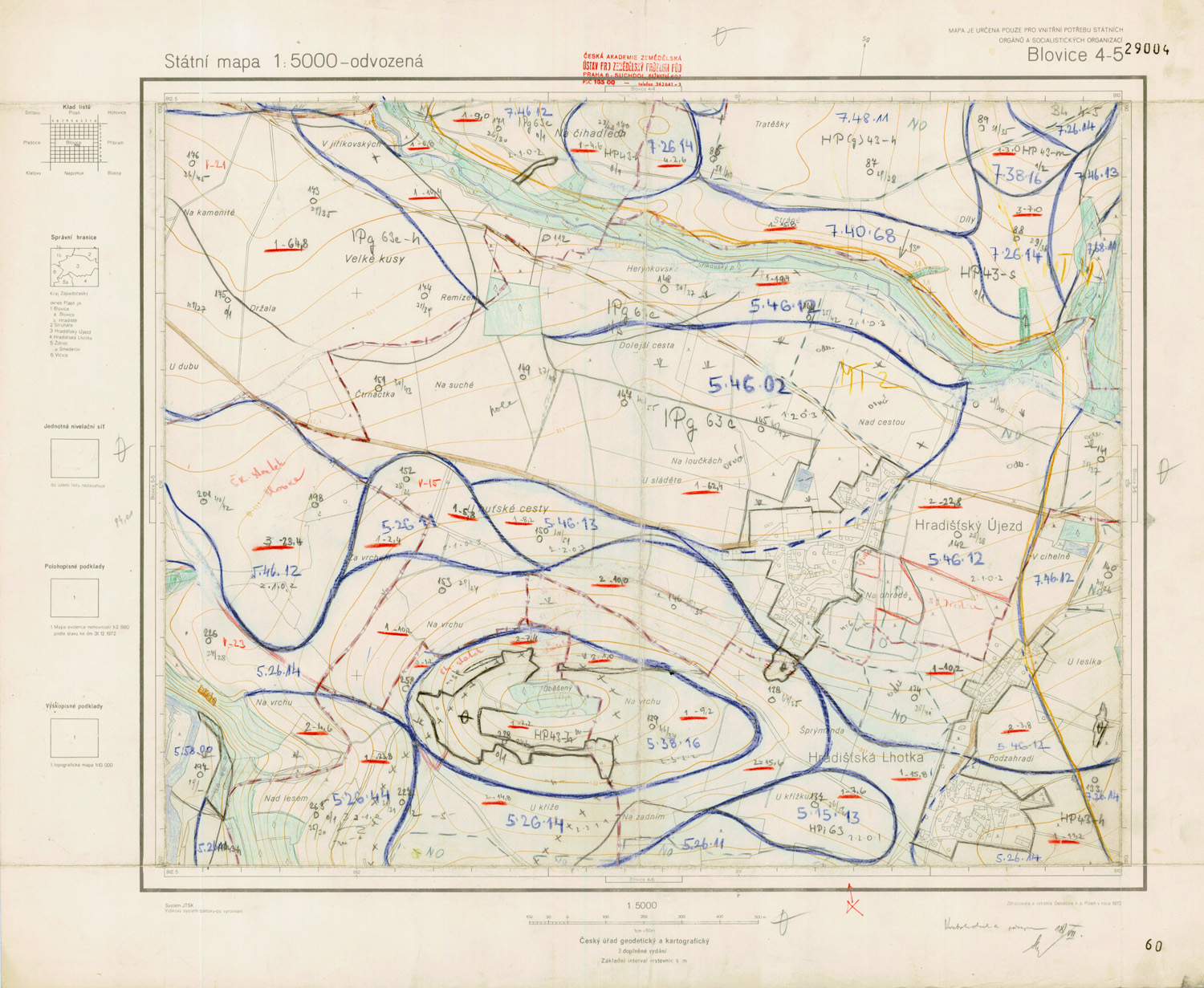
Bonitační mapa v měřítku 1 : 5 000 zobrazující místa půdních sond, půdních typů a hodnoty BPEJ.

Bonitovaná půdně ekologická jednotka (BPEJ) je pětimístný číselný kód. Každá z více než dvou tisíc existujících kombinací tohoto pětimístného kódu popisuje odlišné vybrané stanovištní charakteristiky zemědělské půdy v České republice hodnocené z hlediska půdně-genetického, půdně-ekologického, geologického, geomorfologického, klimatického a hydrologického. BPEJ je agroekologickou a ekonomickou charakteristikou, která tvoří podklad pro zákonná opatření, vyhlášky a opatření resortních a mimoresortních orgánů.

## Historie
V 70. letech dvacátého století vznikl v Československu systém hodnocení a mapování zemědělského půdního fondu pomocí bonitovaných půdně-ekologických jednotek. V 70. a 80. letech byla prostřednictvím této metody zmapována veškerá zemědělská půda do „bonitních“ map v měřítku 1:5000. Tato klasifikace je s mírnými úpravami používána dodnes v České republice. Databáze map BPEJ je vedena v digitální vektorové podobě a je neustále aktualizována.
Tzv. bonitace zemědělského půdního fondu byla původně prováděna s cílem ocenění a vyhodnocení produkční schopnosti zemědělských půd a podmínek jejich nejúčelnějšího využití. Vymezení BPEJ v ČR vycházelo z dat získaných v rámci Komplexního průzkumu půd ČR (KPP) a souviselo i s následným ekonomickým vyhodnocením souboru vzorových pozemků (sledovány výnosy hlavních zemědělských plodin a náklady materiálové a pracovní).
Tzv. bonitace zemědělského půdního fondu byla zpracována podle Metodiky vymezování a mapování bonitovaných půdně ekologických jednotek z r. 1973 a z r. 1974. V roce 1984 byla metodika aktualizována o část týkající se užívání map BPEJ. Další aktualizované vydání Metodiky z roku 2002 reagovalo zejména na situaci po roce 1989 a na potřebu metodického postupu aktualizace BPEJ.
Přibližně od r. 2007 je při pořizování dat (např. při aktualizaci BPEJ) v terénu používáno přístrojů využívající GNSS k zaznamenávání polohy vyhodnocovaných sond a popisných informací nezbytných k aktualizaci plošného rozmístění BPEJ. Informace z terénního hodnocení a mapování se po zpracování uchovávají v samostatné geodatabázi vykonávaných aktualizací.

## Databáze BPEJ
Databáze BPEJ je souborem platných informací o distribuci BPEJ v České republice (informace v databázi jsou předmětem průběžné aktualizace odpovídající příslušné metodice).
Odpovědným správcem databáze BPEJ je od 1.1. 2016 Státní pozemkový úřad, do 31.12. 2015 jím byl Výzkumný ústav meliorací a ochrany půdy, v. v. i. (VÚMOP, v.v.i., v roce 2024 přejmenován na Výzkumný ústav monitoringu a ochrany půdy, v. v. i.)

## Legislativa
Zákon č. 334/1992 Sb. o ochraně zemědělského půdního fondu v platném znění
Oceňovací vyhláška č. 441/2013 Sb. v platném znění (aktuální úřední ceny přiřazené k jednotlivým BPEJ v příloze č. 4 této vyhlášky)
Vyhláška č. 48/2011 Sb. o stanovení tříd ochrany v platném znění
Aktualizace BPEJ probíhá dle vyhlášky č. 227/2018 Sb. o charakteristice BPEJ a postupu pro jejich vedení a aktualizaci a metodického postupu odboru půdní služby Státního pozemkového úřadu.

## Struktura BPEJ
V současnosti je vymezeno 2278 kódů BPEJ.
- První číslice kódu BPEJ značí příslušnost ke klimatickému regionu (označeny kódy 0 – 9). Klimatické regiony byly vyčleněny na základě podkladů Českého hydrometeorologického ústavu v Praze výhradně pro účely bonitace zemědělského půdního fondu (ZPF) a zahrnují území s přibližně shodnými klimatickými podmínkami pro růst a vývoj zemědělských plodin. V ČR bylo vymezeno celkem 10 klimatických regionů. Na základě zevšeobecnění uvedených podkladů bylo pro ČR vymezeno a na mapě 1:200 000 zobrazeno deset klimatických regionů se základním členěním na oblast velmi teplou, teplou, mírně chladnou a chladnou s podtříděním subregionů na suchý, mírně suchý, mírně vlhký a vlhký. Hodnoty byly vymezeny na základě mnoha kritérií, mezi které patří především suma průměrných denních teplot rovných nebo vyšších než 10 °C, průměrné roční teploty a průměrné teploty ve vegetačním období, dále průměrný úhrn ročních srážek a srážek ve vegetačním období, pravděpodobnost výskytu suchých vegetačních období v %, výpočet vláhové jistoty, hranice sucha a další faktory jako nadmořská výška, údaje o známých klimatických singularitách a faktor mezoreliéfu.
- Druhá a třetí číslice vymezuje příslušnost k určité hlavní půdní jednotce (01 – 78). je definována jako syntetická agronomizovaná jednotka charakterizovaná účelovým (agronomickým) seskupením genetických půdních typů, subtypů, půdotvorných substrátů, zrnitosti, hloubky půdy, půdním typem a stupněm hydromorfizmu a reliéfem území. Klasifikační soustava bonitace představuje 78 HPJ, které z geneticko-agronomického hlediska tvoří 13 základních skupin.
- Čtvrtá číslice stanoví kombinaci sklonitosti a expozice pozemku ke světovým stranám. Je to z toho důvodu, že oba faktory spolu vzájemně souvisí a společně se podílejí na kvalitě dané výsledné BPEJ. Sklonitost území ovlivňuje obhospodařování pozemku (použití zemědělských strojů, agrotechniky apod.), s tím souvisí např. riziko zvýšené eroze na svažitém území. Podobně expozice pozemku ovlivňuje i vegetační podmínky vzhledem k rozdílným teplotám, osvitu a následně i srážkám. Zásadní je zde vymezení pozemků se severní, ale i jižní expozicí.
- Pátá číslice určuje kombinaci hloubky půdního profilu a jeho skeletovosti. Jedná se o dvě vzájemné velmi blízké charakteristiky, které ve svém důsledku výrazně ovlivňují hospodaření na půdě a její funkce.[2]

Poznámka: Počáteční tři číslice pětimístného kódu označují na mapách a kartách tzv. hlavní půdně klimatickou jednotku (HPKJ) = klimatický region + hlavní půdní jednotka.

## Aktualizace bonitovaných půdně ekologických jednotek
- posuzuje Státní pozemkový úřad prostřednictvím svého specialisty obvykle před zahájením řízení o pozemkových úpravách
- potřebu aktualizace BPEJ po vyhodnocení výsledků průzkumu může iniciovat také zpracovatel komplexní pozemkové úpravy
- aktualizace BPEJ je prováděna odbornou syntézou informací z terénního hodnocení a mapování a určených mapových a popisných informací.

##### Důvody pro aktualizaci bonitovaných půdně ekologických jednotek
Důvody stanovení nebo znovustanovení BPEJ (aktualizaci, zpřesňování a doplňování dat) jsou zejména:
- zohlednění degradačních změn,
- zásadní změna hydromorfismu půdy,
- zjištění údajů BPEJ  u pozemků, kde BPEJ nebyly dosud určeny,
- zahájení komplexních pozemkových úprav,
- obnova katastrálního operátu a převod,
- prokazatelně nesprávné určení BPEJ na základě existujících podkladů,
- oprávněný požadavek vlastníka pozemku na změnu stávajícího vymezení BPEJ,
- potřeba doplnění a upřesnění celostátní databáze,
- změny půdně-ekologických poměrů po rekultivacích.
- dle původní metodiky vymezování a mapování BPEJ z roku 1974 mohly být plošně vymezovány BPEJ pro účely bonitace ZPF, pokud výměra jejich lokalit činila nejméně 3 ha
- plochy menší než 3 ha mohly být mapovány jako samostatné BPEJ, jestliže měly výrazně kontrastní charakter a jejich výměra činila nejméně 0,5 ha

##### Za výraznou kontrastnost se považuje
odlišnost svažitosti nejméně o 5 stupňů proti průměru kategorie, do které je okolní lokalita zařazena.
- odlišnost skeletovitosti o 2 kategorie
- odlišnost zrnitosti o 2 kategorie
- odlišnost hloubky půdy o 2 kategorie
- dlouhodobé zamokření proti ekologicky příznivým podmínkám a naopak ekologicky příznivé podmínky proti zamokření

## Využití BPEJ
- z kódu BPEJ lze odvodit potenciální retenční schopnost půdy, míru schopnosti půdy poutat kontaminanty, uhlík, apod., míru filtrační schopnosti půdy pro různé látky, erodibilitu (environmentálně, ekologicky, z vodohospodářského i ekonomického hlediska velice důležitá vlastnost), stupeň eroze apod.[1] BPEJ je užívána pro hodnocení záborů a vyčíslení výše poplatku za odnětí zemědělské půdy, územně plánovací proces,  správu, převod a oceňování nemovitostí, zajišťování veřejných zájmů v území, projekční činnost (např. pozemkové úpravy – přiměřenost kvality nových pozemků ve vztahu k nárokům, adaptační opatření na změnu klimatu, atd.), prodej státní půdy a restituce,  soudně-znalecké, výzkumné a strategické účely.[1]
- úřední ceny zemědělské půdy dle BPEJ jsou pro každou existující kombinaci kódu uvedeny v příloze vyhlášky č. 441/2013 Sb.